# El Tornadizo
El Tornadizo település Spanyolországban, Salamanca tartományban. El Tornadizo Monleón, Endrinal, Los Santos, San Esteban de la Sierra, San Miguel de Valero és Linares de Riofrío községekkel határos. Lakosainak száma 86 fő (2024).

## Népesség
A település népessége az elmúlt években az alábbi módon változott:
| Lakosok száma | 147  | 124  | 116  | 117  | 111  | 98   | 93   | 93   | 91   | 86   |
|               | 2001 | 2004 | 2007 | 2009 | 2012 | 2014 | 2017 | 2019 | 2022 | 2024 |